# Сергеево (Палехский район)
Серге́ево — деревня в Палехском районе Ивановской области. Находится в Раменском сельском поселении.

## География
Находится в 1,5 км к северу от Палеха, в 800 м от трассы Р152 Иваново — Нижний Новгород.

## Население
| 1859 | 1905 | 2010 |
| ---- | ---- | ---- |
| 455  | ↘281 | ↘23  |